# Ozoroa namaensis
Ozoroa namaensis là một loài thực vật có hoa trong họ Đào lộn hột. Loài này được (Schinz & Dinter) R. Fern. mô tả khoa học đầu tiên năm 1966.